# 眠れない夜を抱いて
「眠れない夜を抱いて」（ねむれないよるをだいて）は、ZARDの4作目のシングルである。

## 概要
- 前作「もう探さない」から約9か月を置いた、アルバム『HOLD ME』からの先行シングル。

## 音楽性

### 眠れない夜を抱いて
- 坂井によると「(この曲の歌詞は) デ・ジャ・ヴがインスピレーションで浮かんでできたんです。デ・ジャ・ヴと重なる場所は好きな人との思い出の場所。」「もう一度デ・ジャ・ヴで見た頃に帰りたいって、メルヘンチックな詞なんです。」と語っている[注 2]。
- 1992年8月7日に、テレビ朝日系列音楽番組『ミュージックステーション』に初出演を果たし[1]、同番組で3回連続披露している[注 3]。出演映像は、1999年に発売されたベスト・アルバム『ZARD BEST 〜Request Memorial〜』の第二次購入特典『ZARD BEST 〜Memorial Video〜』に3回分の出演映像を組み合わせたバージョンで収録されている。また、フジテレビ系列音楽番組『SOUND ARENA』でも披露された。

## プロモーションビデオ
- モノクロでバンド形式で歌うプロモーションビデオもフルで制作され、発売当時のみ公開されていたが、映像化は全くされておらず、お蔵入りとなっている。

## 記録
- オリコンで初登場18位を獲得。1枚目のシングル「Good-bye My Loneliness」以来、3作ぶりにTOP10入りを果たし、最高位8位を獲得。年間チャート43位のロングセラーとなった。

## 収録曲
1. 眠れない夜を抱いて [4:26]
作詞：坂井泉水
作曲：織田哲郎
編曲：明石昌夫、池田大介
2. Dangerous Tonight [4:12]
作詞：坂井泉水
作曲：栗林誠一郎
編曲：明石昌夫
3. 眠れない夜を抱いて (オリジナル・カラオケ) [4:28]
作曲：織田哲郎
編曲：明石昌夫、池田大介
4. Dangerous Tonight (オリジナル・カラオケ) [4:13]
作曲：栗林誠一郎
編曲：明石昌夫

## 参加ミュージシャン
ZARD
- 坂井泉水：Vocal
- 町田文人：Guitar
- 星弘泰：Bass
- 道倉康介：Drums
- 池澤公隆：Keyboards

## タイアップ
- テレビ朝日系列ワイドショー『トゥナイト』エンディングテーマ (#1)
- テレビ朝日系列テレビドラマ『ラブストーリーを君に'92 ～眠れない夜を抱いて～』主題歌[4] (#1)

## 楽曲の収録アルバム
- HOLD ME (#1,2)
- ZARD BLEND〜SUN & STONE〜 (#1)
- ZARD Cruising & Live 〜限定盤ライヴCD〜 (#1 ライブバージョン)
- Golden Best 〜15th Anniversary〜 (#1)
- ZARD SINGLE COLLECTION 〜20th ANNIVERSARY〜 (#1,2)
- ZARD Forever Best 〜25th Anniversary〜 (#1)

## カバーしたアーティスト
- SARD UNDERGROUND (2020年) - トリビュートアルバム『ZARD tribute II』に収録。